# M777 155mm榴弾砲

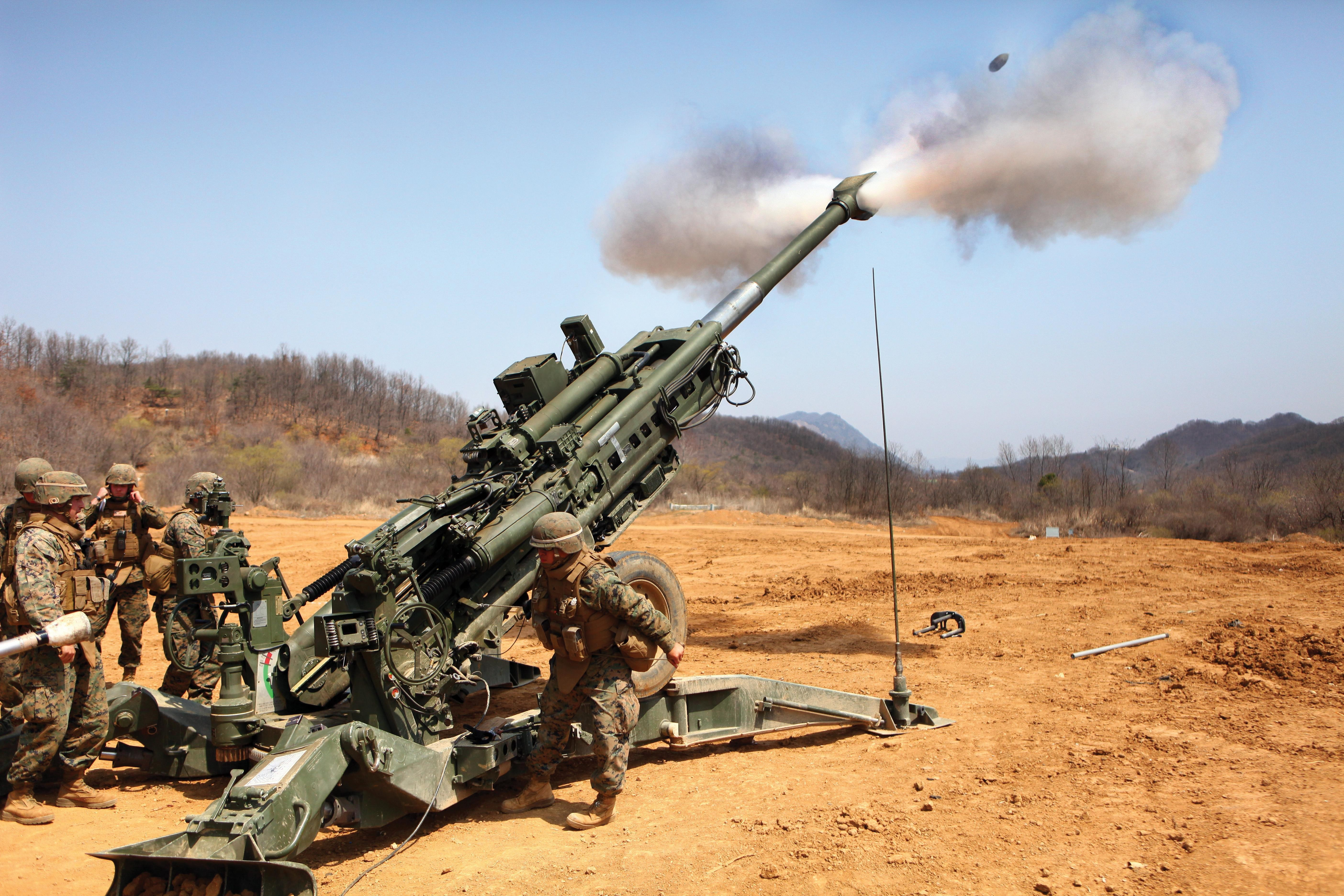
M777

M777 155mm榴弾砲（M777 Howitzer）は、イギリスで設計・開発され、アメリカ合衆国が採用した最新型の牽引式榴弾砲である。

## 開発
1990年代、イギリスのヴィッカース造船技術会社（Vickers Shipbuilding and Engineering Ltd、1999年にBAEシステムズに吸収される）は超軽量野戦榴弾砲（Ultralight - weight Field Howitzer：通称UFH）の開発に着手していた。
その後2005年にBAEシステムズが買収したアメリカ合衆国のユナイテッド・ディフェンス（United Defense）の協力も取り付けることで同年この超軽量野戦榴弾砲が完成し、アメリカ軍はM777の制式名称を与えてこれを採用した。

## 性能

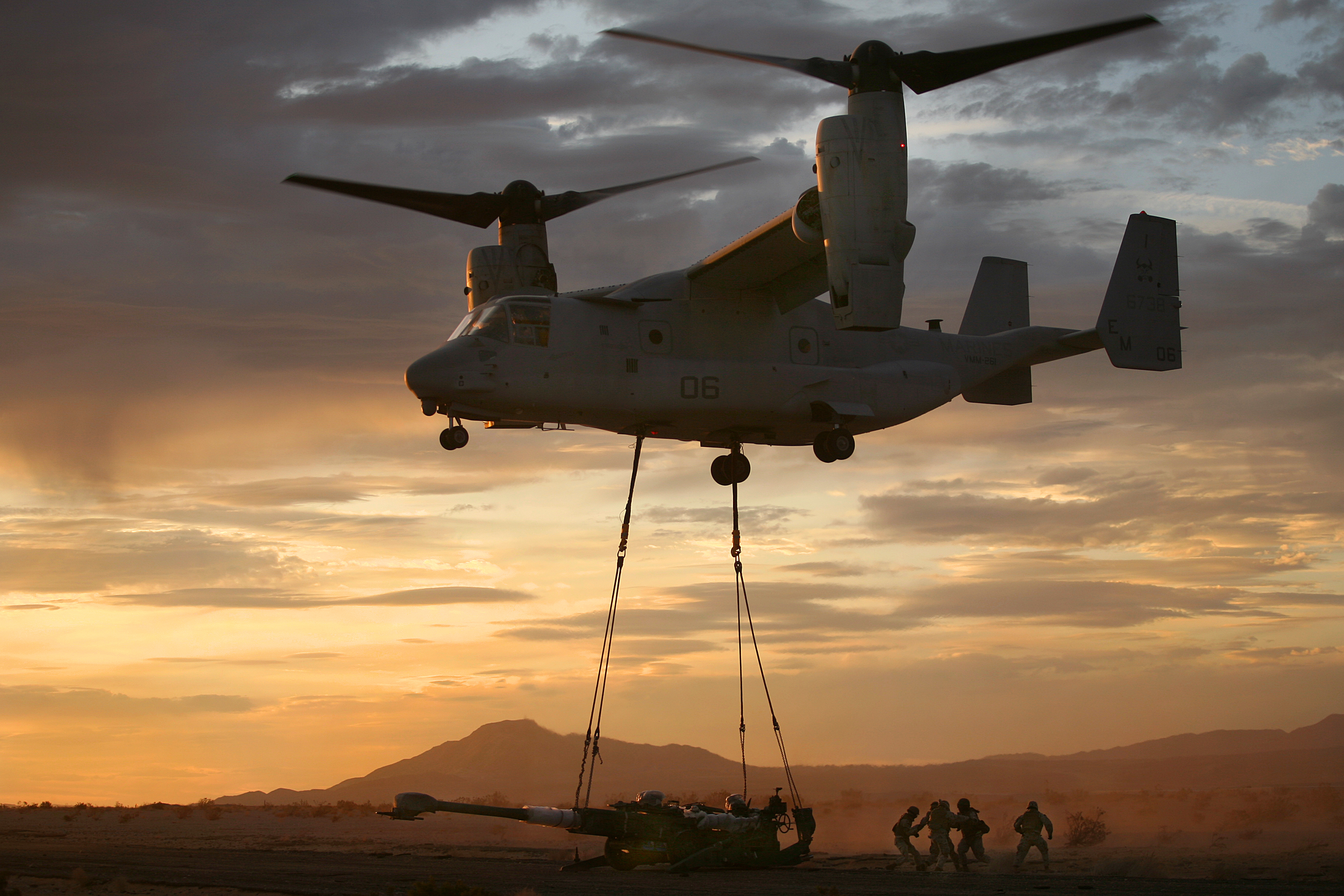
V-22で空輸されるM777

M777榴弾砲の性能は、射程や発射速度については特筆に値しないごく平凡なものに過ぎず、前任のM198 155mm榴弾砲と比較してほとんど進歩していない。
M777の最大の特徴は重量の小ささにあり、M777の重量4,200kgは、M198の重量7,154kgに比べ約41%軽く、M198ではCH-47 チヌークやCH-53 シースタリオンなどの大型輸送ヘリコプターでないと吊り下げ輸送ができなかったのに対して、M777はUH-60 ブラックホークやUH-1N ツインヒューイのような中型汎用ヘリコプターやティルトローター機のV-22 オスプレイでも機外に吊り下げて輸送することが可能となった。
|          | /FH70                                 | TRF1                                  | G5                                  | 2A65                                | M198                                              | M777                                            |
| -------- | ------------------------------------- | ------------------------------------- | ----------------------------------- | ----------------------------------- | ------------------------------------------------- | ----------------------------------------------- |
| 画像     |                                       |                                       |                                     |                                     |                                                   |                                                 |
| 主砲     | 39口径155mm                           | 40口径155mm                           | 45または52口径155mm                 | 47口径152mm                         | 39.3口径155mm                                     | 39口径155mm                                     |
| 全長     | 9.8 m（牽引時） 12.4 m（射撃時）      | 10 m（牽引時）                        | 9.1 m（牽引時）                     | 11.4 m - 12.7 m（射撃時）           | 7.09 m（牽引時） 11.3 m（射撃時）                 | 9.5 m（牽引時） 10.7 m（射撃時）                |
| 全幅     | 2.56 m（牽引時）                      | 3.09 m（牽引時）                      | 3.3 m（牽引時）                     | 不明                                | 2.79 m（牽引時） 8.53 m（射撃時）                 | 3.3 m（牽引時）                                 |
| 全高     | 2.56 m（牽引時）                      | 1.79 m（射撃時）                      | 2.1 m（牽引時）                     | 不明                                | 2.12 m（牽引時） 1.8 m（射撃時）                  | 不明                                            |
| 重量     | 7.8 t - 9.6 t                         | 10.52 t                               | 13.75 t                             | 7 t                                 | 7.162 t                                           | 4.218 t                                         |
| 砲員数   | 8名                                   | 7名                                   | 8名                                 | 6 - 11名                            | 11名                                              | 5名                                             |
| 最大射程 | 24 km（通常弾） 30 km（RAP弾）        | 24 km（通常弾） 30 km（RAP弾）        | 30 km（通常弾） 50km（RAP弾）       | 24.7 km（通常弾） 28.9 km（RAP弾）  | 22.4 km（M107弾） 26.5 km（M795弾） 30km（RAP弾） | 24 km（M107弾） 30 km（ERFB弾） 40 km（M982弾） |
| 発射速度 | 3発/15秒（最大） 3-6発/分（持続射撃） | 3発/15秒（最大） 3-6発/分（持続射撃） | 3発/分（最大） 1発/分（連続射撃時） | 8発/分（最大） 1発/分（連続射撃時） | 4発/分（最大） 2発/分（持続射撃）                 | 5発/分（最大） 2発/分（持続射撃）               |
| 採用国   | 10                                    | 3                                     | 6                                   | 7                                   | 10                                                | 4                                               |

## 構造

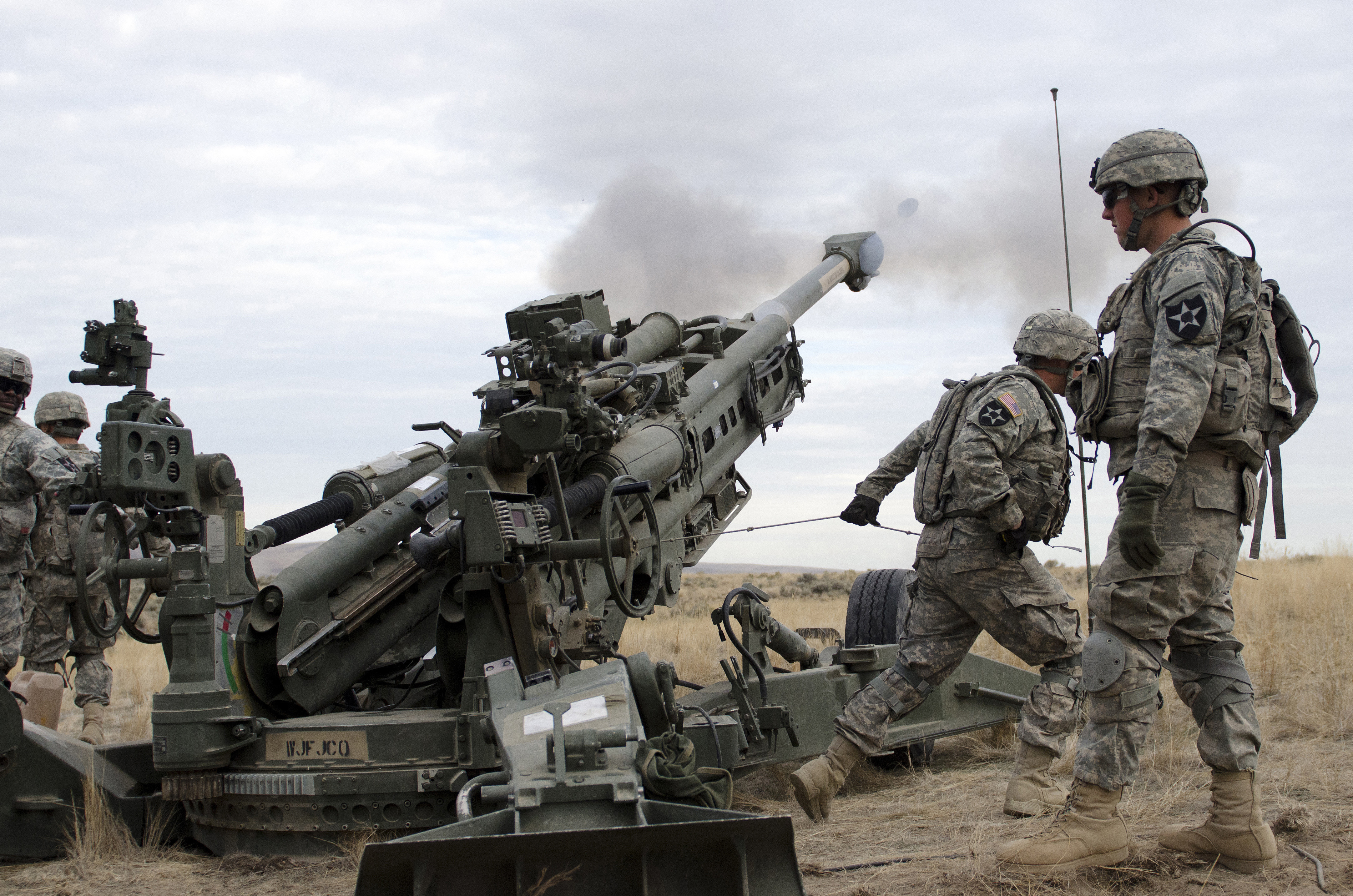
射手が拉縄を引いて発砲した瞬間のM777A2

一般的な牽引式榴弾砲と違い、M777は砲架からやや短めの脚を四本突き出させ、後部の二本は駐鋤を取り付けて反動による砲の後退を防ぎ、前部の二本は砲が前につんのめって転倒することを防ぐ役割を分担して担わせることで脚部の軽量化と射撃時の安定性を両立させている。
このほか、鉄よりも軽量かつ強度の高いチタン合金製の部品を多用する他、駐退機を砲身の左右に設置したり、砲の取付場所をかなり低い位置にしたりすることで重心を可能な限り低い位置にしているが、砲の低さで装填作業がやり辛く、特に高仰角時の砲弾装填に困難が生じたため、大きく湾曲したさく杖が使われている。
また、砲脚が短いために車両による牽引時に従来の榴弾砲ように砲脚に牽引具を設けて牽引することが難しいため、牽引具は砲口のマズルブレーキに下面に設けられて、マズルブレーキ下面から前方に向けて突き出している。
射向付与は砲部に搭載されたパノラマ眼鏡と付近に設置した方向盤（Aiming Circle、方位磁針により正確な方位角を測定する装置）を使用した反覘（はんてん）法により行われる。射向付与後はコリメーターを設置し、事後の射撃の照準点とする。

## 諸元・性能

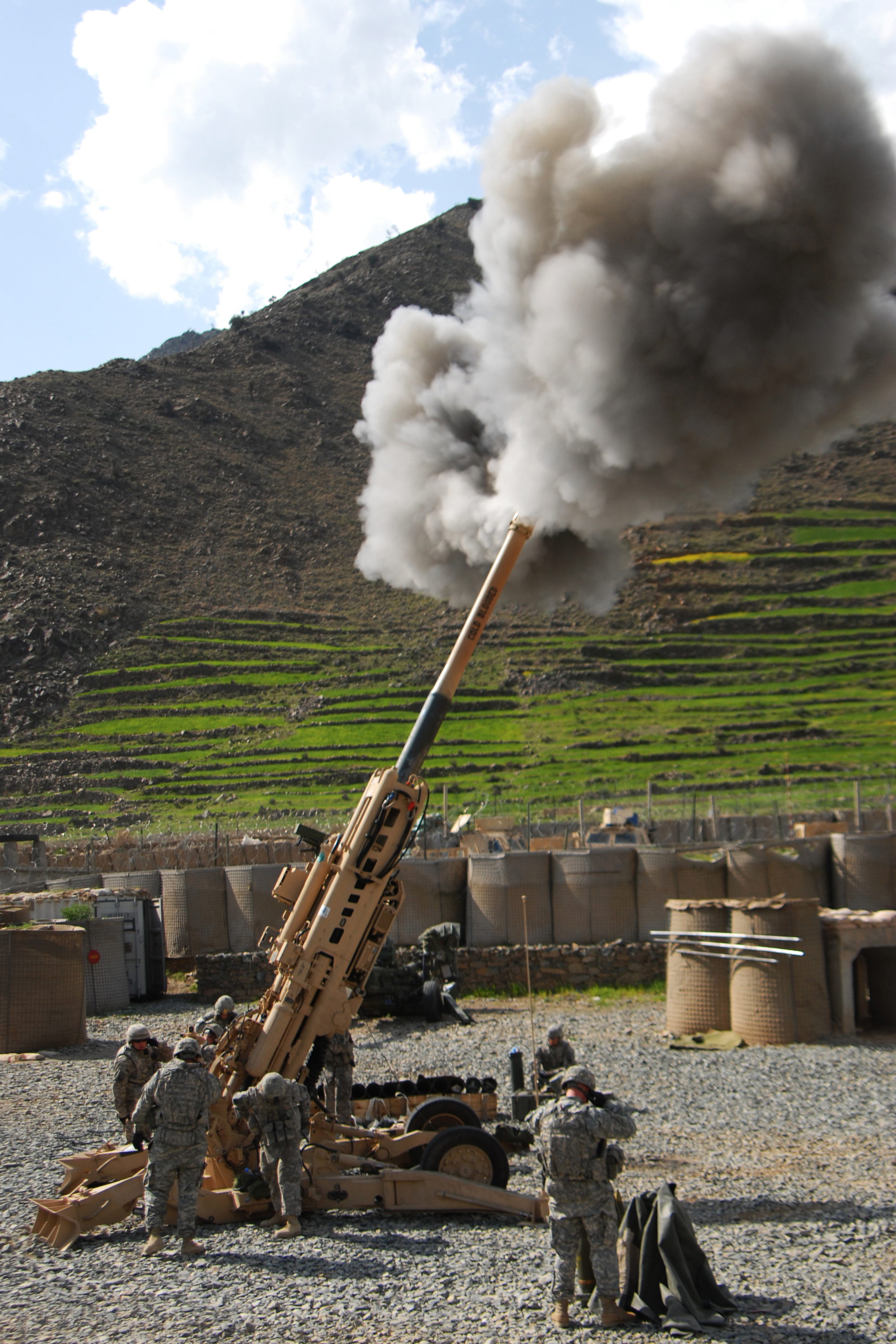

諸元
- 種別: 榴弾砲
- 口径: 155mm
- 砲身長: 39口径長（6.045m）
- 重量: 4,218kg（9,300lb）
- 全長: 10.7m（射撃時）
9.5m（牽引時）
- 砲員数: 5名

作動機構
- 砲尾: 段隔螺式閉鎖機
- 反動: 液気圧式駐退復座装置
2段式マズルブレーキ
- 砲架: 四脚式

性能
- 俯仰角: -5°~+75°
- 旋回角: 360°
- 初速: 827メートル毎秒（8号スーパー装薬）
- 有効射程: 24,000m
- 最大射程: 30,000m（ERFB弾使用時）, 40,000m（M982誘導榴弾使用時）
- 発射速度: 5発/分（最大）、2発/分（連続射撃時）

砲弾・装薬
- 弾薬: 砲弾・薬嚢分離装填式（NATO標準規格）
- 砲弾: M107榴弾, M982誘導榴弾, en:Bofors/Nexter Bonus, 03式155mmりゅう弾砲用多目的弾など

## 運用

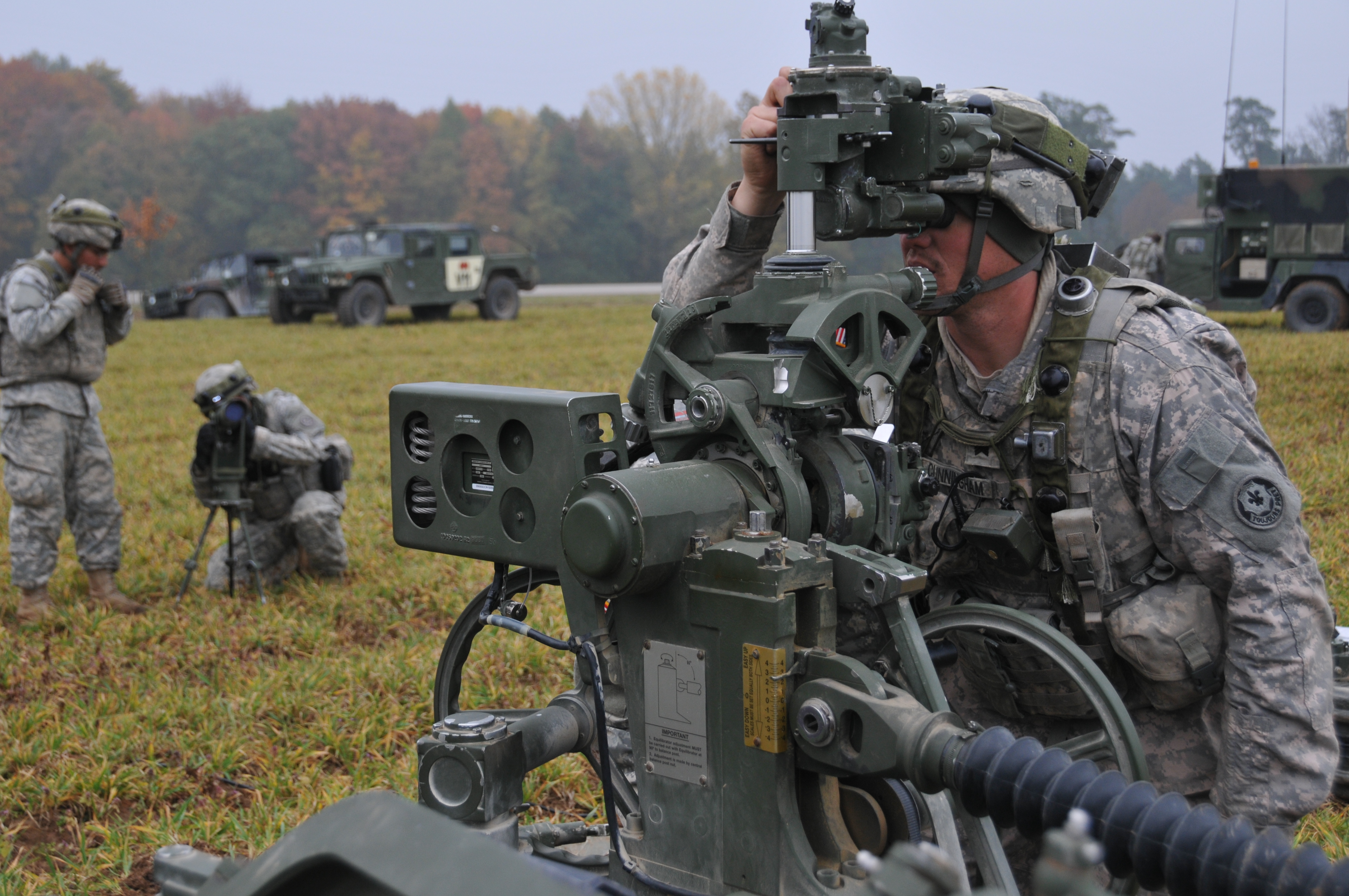
M777に搭載されたパノラマ眼鏡を使用してコリメーター設置を行うアメリカ陸軍の兵士

アメリカでは海兵隊と陸軍（陸軍州兵を含む）が保有するM198榴弾砲を全面的にこのM777榴弾砲に更新する予定であるが、現在は主に山岳地帯が多く、軽量な火砲のヘリ空輸を頻繁に行う必要があるアフガニスタン駐屯部隊から優先してこの砲が配備され運用されている。
アメリカ以外にもカナダ統合軍地上軍が採用を決定したほか、イギリス陸軍でも採用の是非を問うトライアルが始まっており、採用が決まればL118 105mm榴弾砲の一部をこれと更新する予定である。
また、M777榴弾砲の砲架はそのままにして専用トラックの荷台に搭載することでフランス製のカエサル自走砲のような装輪式簡易自走砲とすると共に、必要に応じてM777榴弾砲をトラックの荷台から降ろすことで山の頂上などのようにトラックが入れない場所にもヘリを使って砲を配置することが可能、という、自走砲と牽引砲の利点を両立させたハイブリッド榴弾砲とする構想（M777　Portee System）も存在する。
2022年ロシアのウクライナ侵攻では、ウクライナの求めに応じてアメリカから90門、オーストラリアから6門、カナダから4門がウクライナに供与された。供与された砲は同年5月までにウクライナ東部で行われているドンバスの戦いに実戦投入された。

## 運用国
オーストラリア
オーストラリア陸軍 - 48門（54門調達、2022年4月に6門をウクライナに供与）
 カナダ
カナダ陸軍 - 33門（37門を調達、4門をウクライナに供与）
 アメリカ合衆国
アメリカ陸軍 - 518門
アメリカ海兵隊 -  373門（481門調達、108門をウクライナに供与）
 コロンビア
コロンビア海軍 - アメリカ海兵隊から無償供与予定。
 インド
インド陸軍 - 56門（145門調達予定）
 ウクライナ
ウクライナ陸軍 - 152門（142門はアメリカ、6門はオーストラリア、4門はカナダからの武器供与）

## 登場作品

### 映画
『ハイエナ・ロード』
ISAFに参加するカナダ陸軍の装備として登場。クライマックスなどで、タリバンに対して使用される。

### 漫画
『第2次朝鮮戦争 ユギオII』
小林源文の漫画。北朝鮮元山市への上陸作戦に際し、米軍のCH-53に懸架して空輸される様子が描かれている。

### 小説
『警視庁公安J ダブルジェイ』
堂林達の五八式を攻撃するために、ダニエル・ガロアが用意したM777とM982 エクスカリバーがオスプレイに懸架して使用される。

## 参考サイト
1. ↑  BAEシステムズ公式サイト、M777 Portee system
2. ↑  “ウクライナ軍が使い始めた米M777榴弾砲の威力”.   ニューズウィーク (2022年5月11日). 2022年5月24日閲覧。
3. 1 2  “Australia approves the sending of six M777 155mm towed howitzers to Ukraine | Defense News April 2022 Global Security army industry | Defense Security global news industry army year 2022 | Archive News year”. www.armyrecognition.com. 2023年3月4日閲覧。
4. ↑  Defence, National (2022年4月22日). “Canada announces artillery and other additional military aid for Ukraine”. www.canada.ca. 2023年3月4日閲覧。
5. ↑  “PM Towed Artillery Systems” (英語). Defense Media Network. 2023年3月5日閲覧。
6. ↑  “U.S. Marine Corps M777 howitzers shipped to support Ukraine” (英語). DVIDS. 2023年3月5日閲覧。
7. ↑  Defensa.com (2022年2月28日). “La Infantería de Marina de Colombia se dotará de obuses M777 de 155 mm y vehículos anfibios del Cuerpo de Marines de los Estados Unidos-noticia defensa.com - Noticias Defensa defensa.com Colombia” (スペイン語). Defensa.com. 2023年3月5日閲覧。
8. ↑  Defensa.com (2022年2月28日). “La Infantería de Marina de Colombia se dotará de obuses M777 de 155 mm y vehículos anfibios del Cuerpo de Marines de los Estados Unidos-noticia defensa.com - Noticias Defensa defensa.com Colombia” (スペイン語). Defensa.com. 2023年3月4日閲覧。
9. ↑  “New U.S. aid package will increase the number of Ukrainian artillery” (英語). Militarnyi. 2023年3月5日閲覧。
10. ↑  “First American howitzers bound for Ukraine arrive in Europe as US troops begin training Ukrainians on the cannons” (英語). Stars and Stripes. 2023年3月5日閲覧。
11. ↑  “First American howitzers bound for Ukraine arrive in Europe as US troops begin training Ukrainians on the cannons” (英語). Stars and Stripes. 2023年3月5日閲覧。